# Heinrich von der Groeben
Heinrich Ludwig Wilhelm Gotthilf Graf von der Groeben (* 12. August 1857 in Groß Schwansfeld; † 18. November 1927 in Meran) war ein preußischer Rittergutsbesitzer und Parlamentarier.

## Leben

### Familie
Heinrich von der Groeben wurde geboren als Sohn des Majoratsherrn Graf Ludwig von der Gröben (* 21. Juni 1815; † 9. März 1889) auf Groß Schwansfeld und der Marie Luise geb. von Arnim (* 11. Juli 1832; † 14. November 1880). Sein Vater war Mitglied des Preußischen Herrenhauses. Er heiratete 1889  Gertrud von Blanckenburg (1867–1914), mit der er fünf Söhne und drei Töchter hatte. Seit dem Herbst 1925 bis zu seinem Tod lebte er in Meran.

### Karriere
Nach dem Besuch der Ritterakademie Brandenburg, die er mit dem Einjährigenzeugnis verließ, studierte er in Bonn. 1878 wurde er Mitglied des Corps Borussia Bonn. Er wurde Fideikommissherr auf Groß Schwansfeld. Er diente im Husaren-Regiment Nr. 7 und erreichte den Rang eines Oberleutnants der Landwehr.
Von der Groeben war von 1894 bis 1918 Mitglied des Preußischen Herrenhauses. 